# Muzej kraljice Sofije
Muzej kraljice Sofije (šp. Museo Nacional Centro de Arte Reina Sofía, ili samo Museo Reina Sofía) je muzej u Madridu, u Španjolskoj. Umjetnička djela u muzeju datiraju uglavnom iz 20. stoljeća pa do danas. Uvjet da djela budu u muzeju jest da nisu nastala prije 1881. godine, što je godina rođenja Pabla Picassa. Muzej se nalazi nasuprot kolodvoru Estación de Atocha i u blizini je puno poznatijeg muzeja Prado, u kojem se nalaze umjetnička djela iz ranijih epoha, uglavnom slike i skulpture nastale prije 1881. godine.

## Povijest
Muzej je otvoren 10. rujna 1992. i nazvan je Museo Reina Sofía u čast španjolske kraljice Sofije. U muzeju se nalaze djela Picassa i Dalíja, ali i drugih španjolskih i inozemnih umjetnika. Najpoznatija slika u muzeju je Picassova Guernica nastala tijekom Španjolskog građanskog rata. 

## Ustroj
Stalni postav muzeja sastoji se od tri zbirke: „Previranja 20. stoljeća - utopije i sukobi” (La irrupción del siglo XX: utopías y conflictos) koja obuhvaća djela iz razdoblja od 1900. do 1945. godine, zatim „Je li rat završen? Umjetnost u podijeljenome svijetu” (¿La guerra ha terminado? Arte en un mundo dividido) s djelima od 1945. do 1968. godine i „Od pobune do postmoderne” (De la revuelta a la posmodernidad) s djelima od 1962. do 1982. godine.
U muzeju se nalazi i knjižnica posvećena umjetnosti sa 100.000 knjiga, 3.500 tonskih zapisa i 1.000 videozapisa.
Od domaćih umjetnika u muzeju su zastupljeni: Joan Miró, Eduardo Chillida, Julio González, Juan Gris, Pablo Picasso, Salvador Dalí i Antoni Tàpies; dok su od međunarodnih umjetnika zastupljeni: Francis Bacon, Joseph Beuys, Pierre Bonnard, Georges Braque, Alexander Calder, Robert Delaunay, Max Ernst, Lucio Fontana, Damien Hirst, Donald Judd, Vasilij Kandinski, Paul Klee, Yves Klein, Fernand Léger, Jacques Lipchitz, René Magritte, Henry Moore, Bruce Nauman, Gabriel Orozco, Nam June Paik, Man Ray, Diego Rivera, Mark Rothko, Julian Schnabel, Richard Serra, Cindy Sherman, Clyfford Still, Yves Tanguy i Wolf Vostell.
Neka od slavnih djela u kolekciji muzeja su:
- Joaquín Sorolla, Povratak iz ribolova, 1889.
- Ignacio Zuloaga, Torerillos de pueblo, 1906.
- Thomas Schütte
- Juan Gris, Violina i gitara, 1913.
- María Blanchard, Žena s gitarom, 1917.
- Vasilij Kandinski, Delikatna napetost, 1923.
- Salvador Dalí i Man Ray, portret Joelle
- Paul Klee, Omega 5, 1927.
- Alexander Calder, Carmen
- Eduardo Chillida, Toki Egin (TU čast sv. Juana de la Cruza)
- Michelangelo Pistoletto, Trube posljednjeg suda

## Vanjske poveznice
- Museo Reina Sofía  Arhivirana inačica izvorne stranice od 11. siječnja 2008. (Wayback Machine), službeno mrežno mjesto